# 红星站 (朝鲜)
紅星站（朝鲜语：／ Pulgŭnbyŏl yŏk */?），是朝鲜平壤地铁千里马线的起讫站，于1973年9月6日随1号线一同启用启用；别名平壤第2病院前站。

## 车站结构

### 车站建筑
- 为日本式的旧车站建筑。

### 月台
- 一面一线的側式月台

## 车站周边建筑
- 平壤第2医院
- 一系列公寓
- 此站往战友站方向月台表明千里馬线会继续向北伸延，但工程现已停工。

## 关联条目
- 赤星站